# Nageslacht
Nageslacht, kroost (singularia tantum), nakomelingen, afstammelingen, telgen of nazaten zijn de persoon of dieren die afstammen van een bepaald individu (persoon of dier).
Het nageslacht bestaan dus uit de kinderen, kleinkinderen enzovoort. Anders dan de voorouders of het voorgeslacht staat de grootte van het nageslacht niet vast. Iemand kan zonder nageslacht sterven of met tientallen kinderen en (achter)kleinkinderen.